# Foot Clan
De Foot Clan is een fictieve Ninjutsu clan in de strips, films en televisieseries van de Teenage Mutant Ninja Turtles. De Clan wordt meestal geleid door The Shredder, en vormt de grootste tegenstanders van de Turtles.
De Foot Clan was oorspronkelijk gebaseerd op The Hand, een criminele ninjaclan uit de Daredevil strips van Marvel Comics. Beide Clans zijn vernoemd naar een lichaamsdeel, hebben hun oorsprong in het oude Japan, en beoefenen naast ninjutsu ook zwarte magie.

## Eastman and Laird's Teenage Mutant Ninja Turtles
In de originele stripserie werd de Foot Clan opgericht in het oude Japan door twee mannen genaamd Sato en Oshi. In deel 47 van volume 1 reisden de Turtles en Time Mistress Renet naar het verleden, naar een tijdperiode voor de oprichting van de Foot. Hier hadden ze zelf onbewust een hand hadden in de creatie van de Foot omdat Leonardo Sato en Oshi ninjutsu leerde.
De Foot Clan vormen in het heden de meest gevreesde krijgers en huurmoordenaars in Japan. Zowel Hamato Yoshi als Oroku Nagi waren lid van de clan, totdat Yoshi werd verbannen omdat hij Nagi doodde in een duel om de liefde van een vrouw. Nagi’s broer, Oroku Saki, richtte toen de Amerikaanse tak van de Foot op, en nam de naam Shredder aan.
Na de dood van Shredder viel de Amerikaanse tak van de Foot uiteen aangezien de soldaten onderling begonnen te vechten tegen Shredders elitecorps. Karai kwam uit Japan om de orde te herstellen. Ook sloot ze vrede met de Turtles.
In Volume 4 kreeg de Foot een beveiligingscontract van de Utrom omdat de Utrom geen wapens hadden en de Foot een goede bescherming konden bieden. De Foot werden echter doelwit van een aantal mysterieuze krijgers, die hen allen uitroeiden tot enkel de New Yorkse tak nog over was.

## Eerste animatieserie en Archie comics
In de eerste animatieserie en de hierop gebaseerde stripserie “TMNT Adventures” is de Foot Clan eveneens een oude Ninjutsu clan, opgericht in Japan in 1583 door Shredders voorouder Oroku Sancho en Splinter/Hamato Yoshi’s voorouder Hamato Koji.
In de jaren 60 waren zowel Oroku Saki als Hamato Yoshi lid van de Clan. Saki schoof Yoshi een poging tot moord op hun sensei in de schoenen, waarna Yoshi uit de clan werd verbannen. Daarna nam Oroku Saki de clan over, en maakte van de Foot een criminele organisatie. Na een deal te hebben gemaakt met de krijgsheer Krang liet hij de ninja’s vervangen door robots.
Deze robots waren geen partij voor de Turtles en werden bij elke confrontatie vernietigd. Shredder dacht er in de animatieserie over na om slimmere robots te maken, die konden leren en zelf beslissingen nemen. Dit idee werd verworpen toen het eerste prototype, Alpha 1, zich tegen Shredder keerde. In de strips kwamen wel meer geavanceerde robots voor.

## Films
In de eerste en tweede films was de Foot Clan geen oude Japanse clan, maar een grote straatbende bestaande uit een groep van ninjadieven en huurmoordenaars. Deze bende was opgericht door de Shredder in New York. Shredder verzamelde probleemjongeren in de straten van New York en trainde hen in de kunst van ninjutsu.
De Foot Ninja’s waren geen partij voor de Turtles, die hen bij iedere confrontatie versloegen. Na Shredders vermoedelijke dood en veel arrestaties aan het einde van de eerste film, was de Clan beperkt tot nog maar een fractie van zijn oude formaat. In de tweede film keerde Shredder terug en liet de Foot wat van het mutageen stelen dat de Turtles en Splinter had gemaakt tot wat ze nu zijn. Hiermee maakten ze hun eigen mutanten, Tokka en Rahzar, om de Turtles te bevechten. Deze werden ook verslagen en Shredder stierf kort daarna toen hij de Turtles bevochtn.
In de vierde film was de Foot inmiddels weer gegroeid, en ook meer high-tech en dodelijker geworden. Ze werden nu geleid door Karai.

## Ninja Turtles: The Next Mutation
In de serie Ninja Turtles: The Next Mutation kwam de Foot maar even kort voor. Net als in de films was de Foot in deze seroe feite niets meer dan een straatbende en geen oude Japanse clan. Nadat Shredder was verslagen, werd de clan opgeheven.

## Tweede animatieserie
In de tweede animatieserie is de Foot Clan meer zoals in de originele strips. De Foot Clan begon 700 jaar geleden in Japan als een groep van krijgers en huurmoordenaars, opgericht door Ch’rell (Shredder). Ch’rell, die net als alle Utroms een zeer lang leven had, leidde de Clan in de eeuwen daarna. Onder zijn bevel verspreidde de Clan zich wereldwijd en werd een machtige criminele organisatie. Het logo van de Foot was in deze serie een aanpassing van de "Three-Toed Sign of the Dragon," het symbool van de vijf krijgers die in het jaar 300 AD de demon die oorspronkelijk bekendstond als Shredder versloegen.
Door Ch’rells kennis van Utrom-technologie beschikte de Foot over wapens die hun tijd ver vooruit waren.
De Foot Clan is verdeeld in verschillende takken. De meest bekende en geziene tak zijn de Foot Ninja’s, de standaard krijgers van de Foot. Daarnaast zijn er de Foot Clans’ technici, met cybernetische versterkingen. Dr. Baxter Stockman maakte voor Shredder de Foot Tech Ninjas, krijgers met een speciaal stealth-harnas dat hen onzichtbaar maakt. In de videospellen worden ook Foot Gunners en Foot sumoworstelaars gezien.
Zeer zelden gezien zijn de machtige Foot Mystics, vijf magiërs/krijgers met krachten van de vijf oude elementen: vuur, aarde, water, lucht en metaal. Deze mystics kunnen ook zwarte magie gebruiken, en vielen de Turtles een keer aan op het astrale niveau. Ook werd onthuld dat ze alleen gehoorzamen aan degene die het Heart of Tengu bezit. Shredder had duidelijk respect voor hen, maar Karai niet. Daarom lieten ze Agent Bishop het Heart of Tengu vernietigen om Karais macht over hen te breken, waarna ze de “ware” Shredder vrij lieten.
De meest ervaren krijgers van de Foot Clan zijn de vier leden van het Elitecorps. Deze Foot Clan leden dienen als Shredders (en later Karais) elitewachters en veldcommandanten bij zeer belangrijke missies. Ze zijn gewapend met een drietand, een speer, een bijl en een tweedelig zwaard.
De Clan zelf staat onder leiding van de Shredder en diens geadopteerde dochter Karai. Een andere hoge officier is Hun, een zeer grote en sterke man.

## Derde animatieserie
In de derde 2012 Nickelodeon animatieserie, is de Foot Clan onder leiding van de Shredder, die naar New York is verhuisd om met Splinter af te rekenen. De Foot Clan zijn in deze serie weer robots.

## Videospellen
Hoewel de eerste TMNT-videospellen gebaseerd waren op de eerste animatieserie, waren de Foot Clan leden in deze spellen duidelijk anders. In de spellen hebben de Foot Clan leden andere kleuren uniformen om aan te geven wat voor wapen ze gebruiken. In het spel Teenage Mutant Ninja Turtles: Turtles in Time was dit bijvoorbeeld:
- Paars – ongewapend
- Blauwe – een zwaard of mes wapen zoals de katana, sai of bijl.
- Roze – een paar tonfa of shuriken
- Oranje – dolken of een kusarigama
- Wit – nunchaku
- Geel – een soort boemerang, of bommen
- Groen – pijl-en-boog

In de meer modernere videospellen gebaseerd op de tweede animatieserie zijn de Foot gelijk aan de Foot Ninja’s uit de animatieserie.